# Maxim Van Gils
Maxim Van Gils (født 25. november 1999) er en professionel cykelrytter fra Belgien, der er på kontrakt hos Red Bull-Bora-Hansgrohe.
I 2018 skiftede han til Lotto-Soudal U/23-hold. Van Gils endte i 2020 på tredjepladsen i UCI Europe Tour-løbet Tour de Savoie Mont-Blanc som havde Pierre Rolland som vinder. Fra 2021 skiftede han til Lotto-Soudals World Tour-hold på en to-årig kontrakt.